# Marco Weiss
Marco Weiss (* 28. Februar 1990 in Uelzen) ist ein deutscher Bestsellerautor, der durch sein Buch Meine 247 Tage im türkischen Knast bekannt wurde. Weiss wurde im Sommer 2007 in Deutschland als Marco W. bekannt, weil er in der Türkei wegen des Vorwurfs des sexuellen Missbrauchs eines Kindes in Untersuchungshaft genommen und verurteilt wurde, nachdem es während eines Urlaubs zwischen ihm und einem 13-jährigen britischen Mädchen zu sexuellen Handlungen gekommen war. Die Inhaftierung führte zu einer erheblichen Aufmerksamkeit in der deutschen und türkischen Presse und zu politischen Verwicklungen.

## Leben
Weiss hat einen älteren Bruder. Beide wuchsen als Kinder eines Juristen und einer Bewährungshelferin auf. Weiss besuchte die Realschule in Uelzen und wechselte zu Beginn der 10. Klasse auf die Hauptschule in Uelzen. Dort bekam er sein Abschlusszeugnis im Sommer 2007 zuerkannt, während er in Untersuchungshaft saß. Sein bis zu den Osterferien bereits erreichter Notendurchschnitt hatte in diesem Sonderfall gereicht. Ab Sommer 2008 besuchte er eine Fachoberschule für Technik und absolvierte danach eine Ausbildung zum Kraftfahrzeugmechatroniker. Im Jahre 2016 arbeitete er für den Rettungsdienst.

## Missbrauchsvorwürfe
Weiss wurde am 11. April 2007 während eines Türkeiurlaubs verhaftet und verbrachte acht Monate in Untersuchungshaft in Antalya. Dem 17-Jährigen wurde von der türkischen Staatsanwaltschaft vorgeworfen, er habe sich in einem Hotelzimmer an einem damals 13-jährigen Mädchen aus dem Vereinigten Königreich sexuell vergangen. Auslöser war die wegen des Alters von Charlotte notwendige Meldung des Gynäkologen Levent Hekim an die türkischen Behörden und die anschließende Strafanzeige der Mutter des Mädchens. Weiss räumte Kontakte zu dem Mädchen ein, bestritt aber eine Vergewaltigung. Er gab an, die Initiative sei von dem Mädchen ausgegangen, das sein Alter zudem mit 15 Jahren angegeben habe.

### Untersuchungshaft in der Türkei
Medienberichte über seine Untersuchungshaft riefen insbesondere in seiner Heimatstadt, aber bald auch schon bundesweit, Solidaritätsbekundungen hervor. Einige deutsche Politiker setzten sich für ihn ein. So wandte sich der damalige deutsche Außenminister Frank-Walter Steinmeier direkt an seinen türkischen Amtskollegen Abdullah Gül. Der luxemburgische Premierminister Jean-Claude Juncker kritisierte wegen des Falles die Haftumstände und meinte, dass sich die Türkei den europäischen Zuständen anzunähern habe. Er wurde hierbei durch den brandenburgischen Innenminister Jörg Schönbohm unterstützt, der erklärte, dies zeige, dass die Türkei nicht für den EU-Beitritt reif sei. Demgegenüber erklärte der Vorsitzende des Deutschen Richterbundes, man solle „die Kirche im Dorf lassen“: Sexueller Missbrauch sei kein Bagatelldelikt, Untersuchungshaft wegen Fluchtgefahr käme bei einem derartigen Tatvorwurf auch in Deutschland in Betracht.
Das Verhalten der deutschen Medien und der Politik stieß in der Türkei auf Kritik. So wurde der Anruf Steinmeiers bei Gül durch den Generalstaatsanwalt von Antalya als taktlos angesehen. In den türkischen Medien wurde vor allem der an Kolonialismus erinnernde Ton deutscher Politiker kritisiert. Die Polizei müsse in Fällen von möglichem Missbrauch eingreifen. Unterdessen nahm auch die Staatsanwaltschaft Lüneburg Ermittlungen gegen Weiss auf, weil die ihm vorgeworfene Straftat auch nach deutschem Recht strafbar ist. Zugleich wurde damit die Voraussetzung geschaffen, den Fall nach Deutschland übertragen zu bekommen, was von den türkischen Behörden aber abgelehnt wurde. Die Kritik im Fall Marco Weiss konzentrierte sich im Laufe der Zeit zunehmend auf die insbesondere für einen Minderjährigen als unverhältnismäßig lang angesehene Untersuchungshaft. Da damit auch Fragen der Menschenrechte verbunden waren, schaltete sich EU-Erweiterungskommissar Olli Rehn in den Fall ein.
Ende November 2007 lag dem türkischen Gericht das Protokoll über die Vernehmung des 13-jährigen Mädchens von der britischen Polizei im Original vor. Das Fehlen dieser Aussage war einer der Hauptgründe, warum sich das Gericht in Antalya immer wieder vertagt hatte. Am 14. Dezember 2007 wurde Weiss ohne Auflagen aus der Untersuchungshaft entlassen und durfte nach Deutschland ausreisen. Am 16. Dezember 2007 strahlte RTL  zunächst die Rückreise von Weiss nach Deutschland aus sowie ein Interview, welches Markus Lanz mit ihm führte.

### Weiterer Prozessverlauf in der Türkei
Im späteren Anschluss an den Widerruf der Aussage der Hauptzeugin wurde Marco Weiss im weiteren Prozessverlauf von seiner Anwesenheitspflicht vor Gericht entbunden. Am 5. Juni 2009 hielt die Staatsanwaltschaft ihr Plädoyer, in welchem sie den Beweis für die Vorwürfe der Vergewaltigung und des sexuellen Missbrauchs für geführt ansah. Das Verfahren verzögerte sich einige Monate durch die türkische Staatsanwaltschaft. Am 16. September 2009 hielt die Verteidigung ihr Plädoyer und beantragte Freispruch. Das Gericht verurteilte Marco Weiss wegen sexuellen Missbrauchs von Kindern gemäß Art. 103 Abs. 1 tStGB zu einer Freiheitsstrafe von zwei Jahren, zwei Monaten und 20 Tagen (herabgesetzt gemäß Art. 31 Abs. 3 tStGB), deren Vollstreckung nach Art. 51 tStGB zur Bewährung ausgesetzt wurde. Wie im Vorfeld für den Fall einer Verurteilung angekündigt, legte die Verteidigung beim Kassationshof Revision ein.
Um den Jahreswechsel 2013/2014 bestätigte das oberste Berufungsgericht der Türkei das Urteil mit der Bewährungsstrafe.

### Weiteres Ermittlungsverfahren in Deutschland
In Deutschland stellte die Staatsanwaltschaft dagegen das Ermittlungsverfahren gegen Weiss Anfang Mai 2009 ein. Die Lüneburger Behörde hatte von der türkischen Justiz umfassende Verhandlungsprotokolle und auch Gutachten übersandt bekommen. Nach Angaben der Behörde gebe es danach keine zur Erhebung einer Anklage ausreichenden Beweise, dass Weiss das 13-jährige britische Mädchen sexuell missbrauchte. Allein die Aussage des Mädchens reiche für einen hinreichenden Tatverdacht nicht aus. Weitere belastende Beweismittel gebe es nicht. Diese Position wurde auch nach dem türkischen Urteil noch einmal bestätigt. „Das Urteil ist für uns kein Anlass, in neue Ermittlungen einzusteigen. Dies wäre auch der Fall gewesen, wenn Marco in der Türkei wegen Vergewaltigung statt wegen sexuellen Missbrauchs verurteilt worden wäre. Wir haben das unter beiden Gesichtspunkten umfassend geprüft“, erklärte die Sprecherin der Staatsanwaltschaft in Lüneburg.

## Buchveröffentlichung
Im November 2008 veröffentlichte Weiss unter dem Titel Meine 247 Tage im türkischen Knast einen Bericht über seine Untersuchungshaft in der Türkei. Die erste Auflage seines Werkes war bereits eine Woche nach Veröffentlichung nahezu vergriffen. Nach eigenen Angaben dient das Buch hauptsächlich dazu, die Traumatisierung durch die Haft zu überwinden und sich bei den Menschen zu bedanken, die ihn während der Zeit unterstützt haben. Das Buch fand Eingang in deutsche Bestsellerlisten. In diesem Buch gibt Weiss vor allem der 13-jährigen Engländerin, ihrer Mutter und auch der türkischen Justiz die Schuld an seiner Verhaftung und der langen Untersuchungshaft. Im Gegensatz zu seinen beiden türkischen Anwälten, die das alleinige Vertretungsrecht vor dem türkischen Gericht haben, legten Weiss’ deutsche Anwälte kurz nach der Ankündigung der Buchveröffentlichung ihr Mandat für den weiteren Missbrauchsprozess nieder. Weiss wurde daraufhin in Deutschland wieder vom Anwalt Jürgen Schmidt vertreten, der dieses Mandat anfangs schon einmal übernommen hatte. Der Anwalt der englischen Familie hat mit der Buchveröffentlichung zwar angekündigt, das Buch auf für den Prozess relevante Aussagen hin überprüfen zu wollen, letztlich aber darauf verzichtet, das Buch in den Prozess einzubringen.